# 도둑정치

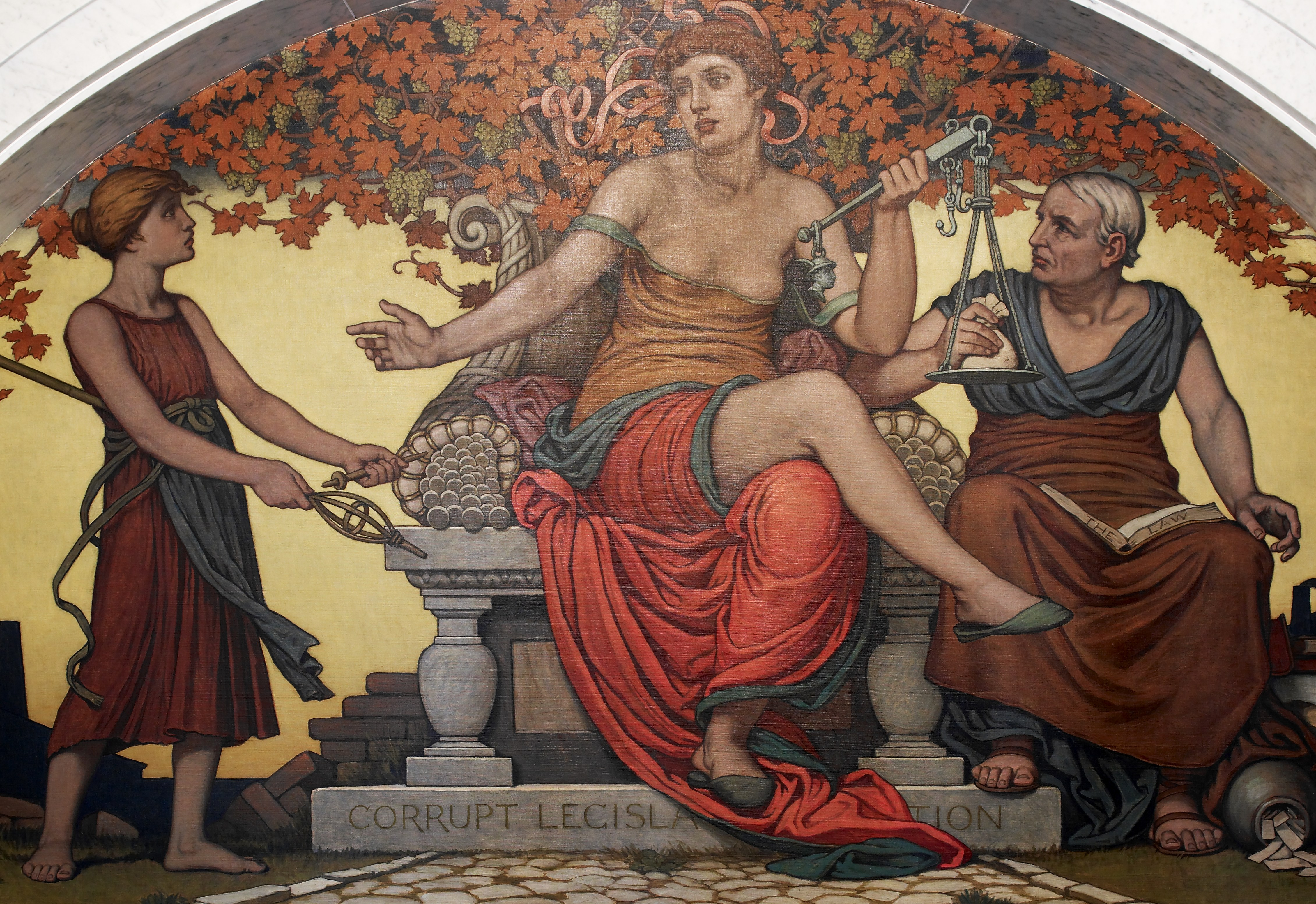

도둑정치(영어: kleptocracy 클렙토크라시[*])는 관료와 정치인 등의 지배 계급이 국민의 자금을 횡령하고 개인의 부와 권력을 늘리고 부패한 정치 체제를 나타내는 말이다.

## 예시
2004년 상반기 독일의 비정부기구인 국제 투명성 기구는 가장 정치인 10명의 명단을 발표했다.
- 2004년 기준
- 인도네시아 - 수하르토 (150억 달러 - 350억 달러)
- 필리핀 - 페르디난드 마르코스 (50억 달러 - 100억 달러)
- 콩고 민주 공화국 - 모부투 세세 세코 (50억 달러)
- 나이지리아 - 사니 아바차 (20억 달러 - 50억 달러)
- 유고슬라비아 - 슬로보단 밀로셰비치 (10억 달러)
- 아이티 - 장클로드 뒤발리에 (3억 달러 - 8억 달러)
- 페루 - 알베르토 후지모리 (6억 달러)
- 우크라이나 - 파블로 라자렌코 (1.14억 달러 - 2억 달러)
- 니카라과 - 아르놀도 알레만 (1억 달러)
- 필리핀 - 조지프 에스트라다 (7,800만 달러 - 8,000만 달러)

## 같이 보기
- 국제 투명성 기구
- 국제 부패 반대의 날
- 유엔 부패 방지 협약